# Octonoba sybotides
Octonoba sybotides là một loài nhện trong họ Uloboridae.
Loài này thuộc chi Octonoba. Octonoba sybotides được Friedrich Wilhelm Bösenberg & Embrik Strand miêu tả năm 1906.